# Obara Juria
Obara Juria (小原 由梨愛; Hepburn: Obara Yuria) (Aomori prefektúra, 1990. szeptember 4. –) japán válogatott labdarúgó.

## Klub
2009 óta az Albirex Niigata csapatának játékosa, ahol 146 bajnoki mérkőzésen lépett pályára és 5 gólt szerzett.

## Nemzeti válogatott
A japán U20-as válogatott tagjaként részt vett a 2010-es U20-as világbajnokságon.
2014-ben debütált a japán válogatottban. A japán válogatott tagjaként részt vett a 2014-es Ázsia-kupán. A japán válogatottban 1 mérkőzést játszott.

## Statisztika
| Japán válogatott | Japán válogatott | Japán válogatott |
| Időszak          | Mérk.            | gól              |
| ---------------- | ---------------- | ---------------- |
| 2014             | 1                | 0                |
| Összesen         | 1                | 0                |

## Sikerei, díjai
Japán válogatott
- Ázsia-kupa:  Arany; 2014